# Ляндзмеж
Ляндзмеж (пол. Landzmierz) — село в Польщі, у гміні Цисек Кендзежинсько-Козельського повіту Опольського воєводства.
Населення — 611 осіб (2011).

## Демографія
Демографічна структура станом на 31 березня 2011 року:
|          | Загалом | Допрацездатний вік | Працездатний вік | Постпрацездатний вік |
| -------- | ------- | ------------------ | ---------------- | -------------------- |
| Чоловіки | 298     | 49                 | 217              | 32                   |
| Жінки    | 313     | 53                 | 199              | 61                   |
| Разом    | 611     | 102                | 416              | 93                   |